# Ngoulé
Ngoulé est un village situé dans la région du nord du Cameroun au sein du département de la Bénoué (chef-lieu Garoua). Il est l'un des 61 villages de la commune de Pitoa. 

## Climat
A l'instar de sa commune, Ngoulé bénéficie d'un climat du type soudano-sahélien, caractérisé par une saison sèche qui dure 6 mois et une saison de pluies allant de Mai à octobre avec de grandes irrégularités.

## Ressources naturelles
Ngoulé est situé sur une zone de polyculture.

## Populations
Les données issues du Plan communal de développement (mai 2015) de la commune de Pitoa, font état d’une population de 2 561 habitants au sein du village de Ngoulé (soit près de 2,18 % de la population de la commune).

## Agriculture
Tous les villages de la commune de Pitoa font face à une baisse de la compétitivité agricole. Pour résoudre ce problème, le Plan Communal de Développement (mai 2015) prévoit entre autres d'appuyer les organisations paysannes du village en équipements matériels (14 charrues, 6 portetouts[Quoi ?]).

## Élevage
L'activité d’élevage à Ngoulé est à l’image de celle de l’agriculture, marquée par une faiblesse de la production animale et halieutique. Afin de redresser cette situation, le Plan Communal de Développement (mai 2015) de la commune envisage entre autres de former les populations aux techniques de l’embauche des petits ruminants.

## Commerce
Les commerçants du village de Ngoulé font face à des difficultés de commercialisation de leurs différents produits.

## Projets sociaux prioritaires
Le Plan Communal de Développement (mai 2015) de la commune de Pitoa a identifié cinq projets primordiaux pour le développement social de Ngoulé. Le classement de ces projets se présente comme suit :
- Créer 2 puits équipés d'une pompe à motricité humaine à Bapara
- Créer et construire une pro-pharmacie
- Construire 2 salles de classe équipées à l’EP de Ngoulet
- Plaidoyer pour l'affectation de 2 enseignants qualifiés à l’école publique de ngoulet
- Réhabiliter la route mayo bangai-ngoulet-boula ibbi (9 km)

## Projets économiques prioritaires
Sur le plan du développement économique de Ngoulé, le Plan Communal de Développement (mai 2015) de la commune de Pitoa mise sur les actions suivantes :
- subventionner  le GIC des femmes de Ngoulet pour acquérir un moulin à ceréale
- Appuyer le organisation des producteurs en matériels  agricoles (charrue, porte tout)
- Former les agroeleveurs en embouche du petit bétails